# Oxytenis albilunulata
Oxytenis albilunulata is een vlinder uit de familie nachtpauwogen (Saturniidae), onderfamilie Oxyteninae.
De wetenschappelijke naam van de soort is voor het eerst geldig gepubliceerd door Schaus in 1912.